# Ryōta Tsuzuki
Ryōta Tsuzuki (jap. 都築 龍太, Tsuzuki Ryōta; * 18. April 1978 in Heguri, Präfektur Nara) ist ein ehemaliger japanischer Fußballtorhüter.

## Karriere

### Verein
Tsuzuki begann an der Kunumi High School Fußball zu spielen. Sein erster Profiverein war 1997 Gamba Osaka, wo er sechs Jahre spielte. 2003 wechselte er zu Urawa Red Diamonds, wo er für acht Jahre spielte. In der Saison 2010 wurde er für fünf Monate an Shonan Bellmare ausgeliehen.
Im Ende 2010 beendete Tsuzuki seine Vereinskarriere.

### Nationalmannschaft
Im Jahr 2001 debütierte Ryota Tsuzuki für die japanische Fußballnationalmannschaft. Er hat insgesamt fünf Länderspiele für Japan bestritten. Am 28. Januar 2011 erklärte er seinen Rücktritt.